# إعصار كاميل
إعصار كميل كان ثاني أكثر الأعاصير المدارية كثافة يضرب الولايات المتحدة. كانت كامي هو أشد العواصف في موسم الأعاصير في المحيط الأطلسي في عام 1969 ، وتشكل  اعصار في 14 أغسطس جنوب كوبا من موجة استوائية طويلة المدى. في بيئة مواتية لتعزيزها ، تكثفت العاصفة بسرعة لتصبح إعصارًا من الفئة الثانية قبل أن تضرب الجزء الغربي من كوبا في 15 أغسطس. وقد دخل إعصار كميل في خليج المكسيك لفترة أخرى من التكثيف السريع وأصبحت إعصارًا من الفئة الخامسة في المرة القادمة. اليوم حيث تحركت نحو الشمال نحو منطقة لويزيانا - مسيسيبي. على الرغم من ضعفه بشكل طفيف في 17 أغسطس ، عاد الإعصار بسرعة إلى فئة 5 قبل أن يصل إلى اليابسة  ، في وقت مبكر من أغسطس 18 مع ضغط قدره 900 ميللي بار (26.58 في زئبق).